# E761 (trasa europejska)
E761 – trasa europejska łącznikowa (kategorii B), biegnąca przez Bośnię i Hercegowinę i Serbię. Długość trasy wynosi 740 km.

## Przebieg E761
- Bośnia i Hercegowina: Bihać – Jajce – Zenica – Sarajewo – Dobrun
- Serbia: Mokra Gora – Čajetina – Užice – Čačak – Pojate – Paraćin – Zaječar